# Милиоти, Кристин
Кристи́н Милио́ти (англ. Cristin Milioti; род. 16 августа 1985, Черри-Хилл, Нью-Джерси, США) — американская актриса и певица, наиболее известная по своей работе в Бродвейском театре, а также по ролям Трейси Макконнелл в ситкоме «Как я встретил вашу маму» (2013—2014) и Софии Фальконе в сериале «Пингвин» (2024).

## Биография
Милиоти родилась в Черри-Хилл, Нью-Джерси. Она брала уроки актёрского мастерства в Нью-Йоркском университете и, по её собственному признанию, была не очень прилежным студентом. Прежде чем начать играть в театре, Милиоти снималась в рекламе.
Её работа в театре началась в 2007 году с постановки The Devil’s Disciple. В 2010 году Милиоти приняла участие в постановках That Face и Stunning; последняя принесла ей номинацию на премию Lucille Lortel Award. В 2011 году Кристин получила главную роль в постановке «Однажды» — адаптации одноимённого фильма, за которую в 2012 году была номинирована на премию Тони. Кроме того, дуэт актрисы со Стивом Кази в мюзикле в 2013 году был удостоен премии Грэмми. Финальное выступление Милиоти в Однажды состоялось 24 марта 2013 года.
Кристин также появлялась в эпизодических ролях на телевидении — в частности, в трёх эпизодах телесериала «Клан Сопрано» и в одном из эпизодов комедийного телесериала «Студия 30».
В 2013 году Милиоти получила роль Мамы в ситкоме «Как я встретил вашу маму» и впервые появилась на экране в финальном эпизоде восьмого сезона. В девятом сезоне она присоединилась к основному актёрскому составу. В том же году Милиоти сыграла небольшую роль в фильме Мартина Скорсезе — «Волк с Уолл-стрит».
В 2015 году Милиоти сыграла роль Бетси Солверсон во втором сезоне телесериала «Фарго», а в 2017 году — Нанетт Коул в четвёртом сезоне телесериала «Чёрное зеркало», за что была номинирована на премию канала MTV.
В 2019 году актрису можно было увидеть в двух эпизодах сериала «Современная любовь», а в начале 2020 года на кинофестивале Сандэнс состоялась премьера фантастического ромкома «Зависнуть в Палм-Спрингс», тотчас признанного критиками. Кристин исполнила в фильме главную женскую роль, а её партнером выступил Энди Сэмберг.

## Фильмография
| Год          |     | Русское название                | Оригинальное название                | Роль                |
| ------------ | --- | ------------------------------- | ------------------------------------ | ------------------- |
| 2006         | с   | 3 фунта                         | 3 lbs                                | Меган Рафферти      |
| 2006—2007    | с   | Клан Сопрано                    | The Sopranos                         | Кэтрин Сакримони    |
| 2007         | ф   | Привет с побережья              | Greetings from the Shore             | Диди                |
| 2009         | с   | Необычный детектив              | The Unusuals                         | художник            |
| 2009         | ф   | Эпоха соблазна                  | Year of the Carnivore                | Сэмми Смоллс        |
| 2010         | с   | Хорошая жена                    | The Good Wife                        | Онья Эггертсон      |
| 2011         | с   | Студия 30                       | 30 Rock                              | Эбби Флинн          |
| 2011         | с   | Сестра Джеки                    | Nurse Jackie                         | Моника              |
| 2011         | кор | Эшли                            | Ashley                               | Кристин             |
| 2012         | ф   | Лунатики                        | Sleepwalk with Me                    | Джанет              |
| 2012         | кор | Я Бен                           | I Am Ben                             | журналист           |
| 2012         | ф   | Миллион для чайников            | The Brass Teapot                     | Бренди              |
| 2013         | ф   | Советы о дружбе от Берта и Арни | Bert and Arnie's Guide to Friendship | Фэй                 |
| 2013         | ф   | Волк с Уолл-стрит               | The Wolf of Wall Street              | Тереза Петрильо     |
| 2013—2014    | с   | Как я встретил вашу маму        | How I Met Your Mother                | Трейси Макконнелл   |
| 2014         | ф   | Оккупанты                       | The Occupants                        | Люси                |
| 2014—2015    | с   | От «А» до «Я»                   | A to Z                               | Зельда Васко        |
| 2015         | мс  | Гриффины                        | Family Guy                           | Бекка               |
| 2015         | ф   | Это должен был быть ты          | It Had to Be You                     | Соня                |
| 2015         | с   | Фарго                           | Fargo                                | Бетси Солверсон     |
| 2015—2016    | с   | Проект Минди                    | The Mindy Project                    | Уитни               |
| 2016—2018    | мс  | Братья Вентура                  | The Venture Bros.                    | различные персонажи |
| 2017         | ф   | Сломанная жизнь                 | Breakable You                        | Мэд Веллер          |
| 2017—2025    | с   | Чёрное зеркало                  | Black Mirror                         | Нанетт Коул         |
| 2018         | с   | Ничего не происходит            | No Activity                          | Фрэнки              |
| 2019         | с   | Современная любовь              | Modern Love                          | Мэгги Митчелл       |
| 2020         | ф   | Зависнуть в Палм-Спрингс        | Palm Springs                         | Сара Уайлдер        |
| 2020         | с   | Мистический квест               | Mythic Quest                         | Бин                 |
| 2020         | тф  | 2020, тебе конец!               | Death to 2020                        | Кэти Флауэрс        |
| 2021         | мс  | Симпсоны                        | The Simpsons                         | Барбара Белфри      |
| 2021         | тф  | 2021, тебе конец!               | Death to 2021                        | Кэти Флауэрс        |
| 2021—2022    | с   | Игрушка для взрослых            | Made for Love                        | Хейзел Грин         |
| 2022         | с   | Курорт                          | The Resort                           | Эмма Рид            |
| 2023         | мс  | Закусочная Боба                 | Bob's Burgers                        | Элис                |
| 2023         | мс  | Подросток Эвтаназия             | Teenage Euthanasia                   | пила                |
| 2024         | мс  | Хит-Манки                       | Hit-Monkey                           | Айрис Макгенри      |
| 2024 — н. в. | с   | Пингвин                         | The Penguin                          | София Фальконе      |
| 2025         | мф  | В твоих снах                    | In Your Dreams                       | Мама                |